# 纖恙蟎
纖恙蟎（學名：Leptotrombidium deliense），又名地里恙蟎，俗稱沙蚤，是一種恙蟎科的蟎，屬於寄蟎總目的恙蟎目恙蟎科鉤恙蟎屬。牠們主要在濃密的灌木叢植被生活。纖恙蟎是恙蟲病的載體，其唾液帶有恙蟲東方體（Orientia tsutsugamushi），並透過咬野生的囓齒類動物或人類來傳播疾病。

## 參看
- 沙蚤病

## 外部連結
- 維基物種上的相關：纖恙蟎